# Оглядовий телескоп ДВТ
Оглядовий телескоп ДВТ (англ. VLT Survey Telescope), скор. ОВТ, — це новітній телескоп, що був доданий до обсерваторії Паранал ЕПО в пустелі Атакама на півночі Чилі. Він розміщений в корпусі безпосередньо поруч з чотирма блочними телескопами Дуже великого телескопа (ДВТ) на вершині Серро Паранал. ОВТ має широке поле огляду — в два рази ширше, ніж видимий кутовий розмір повного Місяця (тобто, близько 1 градуса). Це найбільший телескоп у світі, розроблений виключно для огляду неба у видимому світлі.
Програма ОВТ — це співпраця між обсерваторією Каподімонте (ОАК), Неаполь, Італія, та Європейською південною обсерваторією (ЕПО), яка почалася 1997 року. ОАК є одним з членів Національного інституту астрофізики, який створив окремий інститут для координації технологічних і наукових аспектів проекту, який отримав назву «Центр ОВТ в Неаполі» (італ. Centro VST a Napoli, VSTceN). Цей центр був заснований і очолюваний професором Массімо Капаччіолі з проекту ОВТ та розміщується у ОАК. ЕПО і центр співпрацювали на фазі запуску телескопу, а ЕПО була відповідальна за інженерно-будівельні роботи та купол на місці розташування. Телескоп вже приступив до спостережень і ЕПО несе повну відповідальність за управління його експлуатацією та обслуговуванням.

## Технічна Інформація

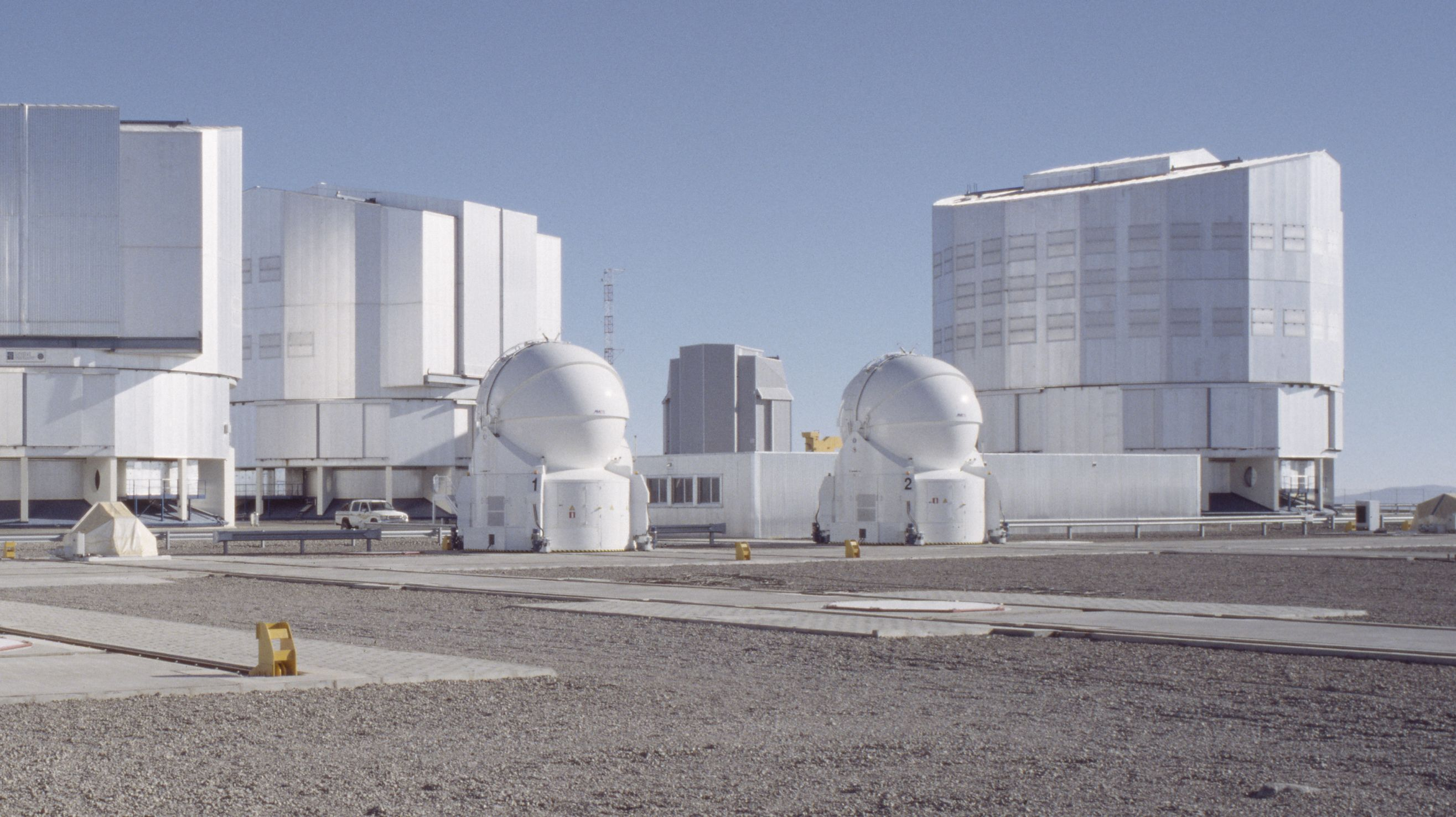
Купол ОВТ між телескопами ДВТ. Він розташований по центру на задньому плані між двома допоміжними телескопами ДВТ (невеликі круглі корпуси).

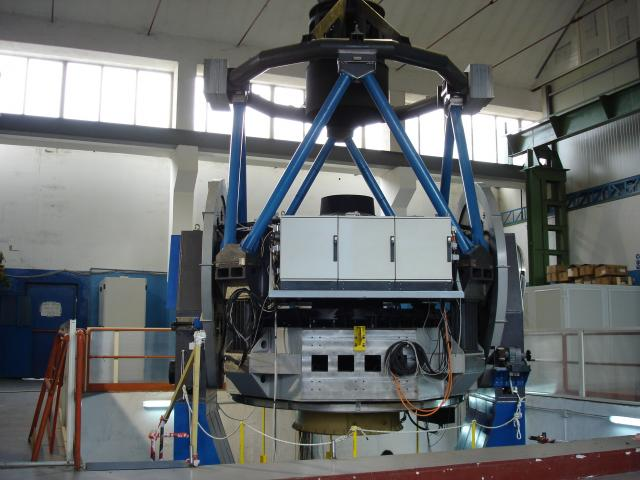
ОВТ на інтеграційному майданчику в Італії

ОВТ — це телескоп широкого поля огляду з головним дзеркалом діаметром 2.65 м, змонтований на альтазимутному кріпленні, який був побудований у 2007—2011 роках в обсерваторії Паранал ЕПО в Чилі. З полем зору один квадратний градус (приблизно два повних Місяці), основна наукова роль телескопа — отримувати зображення широкого поля для вивчення великомасштабної структури Всесвіту (видимої в Південній півкулі), визначати найбільш підходящі кандидати для детального вивчення за допомогою ДВТ. Разом з камерою OmegaCAM, ОВТ здатний отримати високу кутову роздільну знатність (0,216 кутових секунд на піксель), а також виконувати автономні оглядові проекти у видимій частині спектра.

### Оптика телескопа
Телескоп має два дзеркала, основне (Дз1) і додаткове (Дз2), які відбивають світло від неба до камери OmegaCAM. Обидва дзеркала виготовлені з кристалічного керамічного матеріалу під назвою «Сіталл», обраного за низький коефіцієнт теплового розширення. Основне дзеркало ОВТ є більшим з двох, діаметром 265 см і товщиною 14 см. Додаткове дзеркало має розмір менше половини розміру Дз1, з діаметром 93,8 см і товщиною 13 см. Оригінальні оптичні компоненти ОВТ були виготовлені ВАТ «Литкарінський завод оптичного скла», Литкаріно, Російська Федерація, і були прийняті у вересні 2001 року.

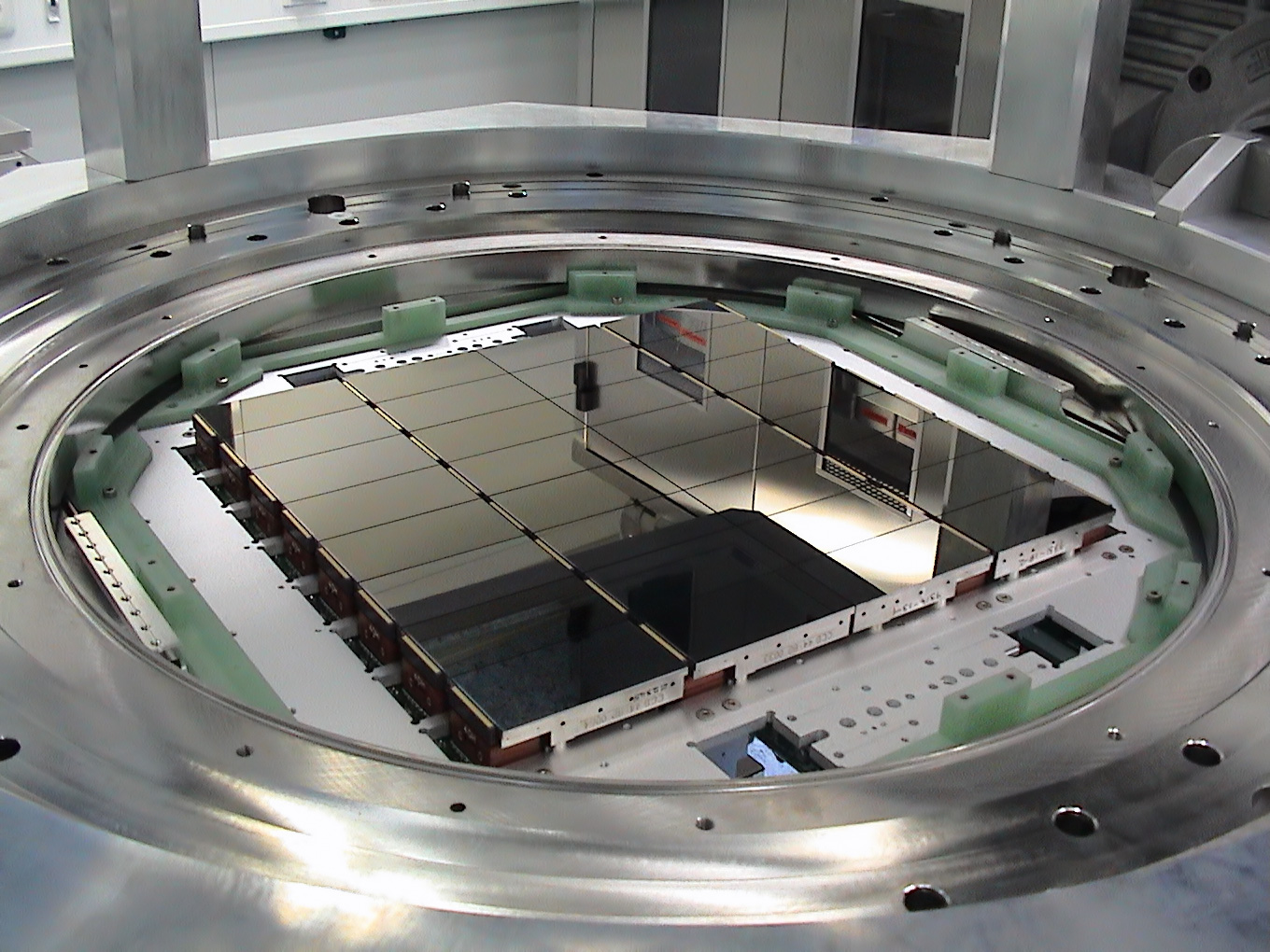
Камера OmegaCAM лежить в основі ОВТ. Це фото показує її 32 ПЗЗ-детекторів, які разом створюють 268-мегапіксельні зображення.

Контрольована комп'ютером активна оптика системи управляє формою Дз1 і положенням Дз2. Ця технологія зберігає якість оптичного зображення шляхом постійного оптимального розміщення дзеркал. Дз1 постійно змінює форму за допомогою приводною мережею з 84 аксіальних двигунів, розподілених під поверхнею дзеркала, і 24 радіальних двигунів, розташованих назовні. Також у комірці основного дзеркала розташований інший інструмент, здатним модифікувати оптичну конфігурацію телескопа шляхом переходу від коректора, що складається з подвійного набору лінз, до коректора атмосферної дисперсії (КАД), що складається з зустрічно-обертового набору призм, здатного виправити оптичні дисперсійні явища у зв'язку із зміною повітряних мас, викликаних зміною висоти кута. Додаткове дзеркало активно контролюється платформою, здатною змінювати свою форму і відповідно нахил дзеркала під час експозиції. Система активної оптики також включає в себе датчик хвильового фронту Шака-Хартманна, встановлений під коміркою основного дзеркала клітку разом з системою місцевого гіда, здатний надати зворотній зв'язок оптичної корекції. Ці системи дають ОВТ можливість бути автономним у плані спрямування, відстеження та контролю активної оптики.

### OmegaCAM: камера ОВТ
У фокусі Кассегрена телескопа ОВТ розташована камера широкого поля OmegaCAM, що складається з мозаїки з 32-х 2Kx4K ПЗЗ-детекторів (всього 268 мегапікселів) виробництва міжнародного консорціуму між Нідерландами, Німеччиною, Італією і ЕПО. Конструктивні особливості OmegaCAM включають в себе чотири додаткових ПЗЗ, два для автоматичного орієнтування і два для онлайн аналізу зображень. Можна використати до 12 фільтрів в діапазоні хвиль від ультрафіолету до ближнього інфрачервоного. Вся детекторна система працює у вакуумі за температури приблизно -140 °C за великим вікном Дьюара. Це вікно не тільки захищає детектори від повітря і вологи, але також виступає як додаткова коректорна лінза.

## Огляди за допомогою ОВТ

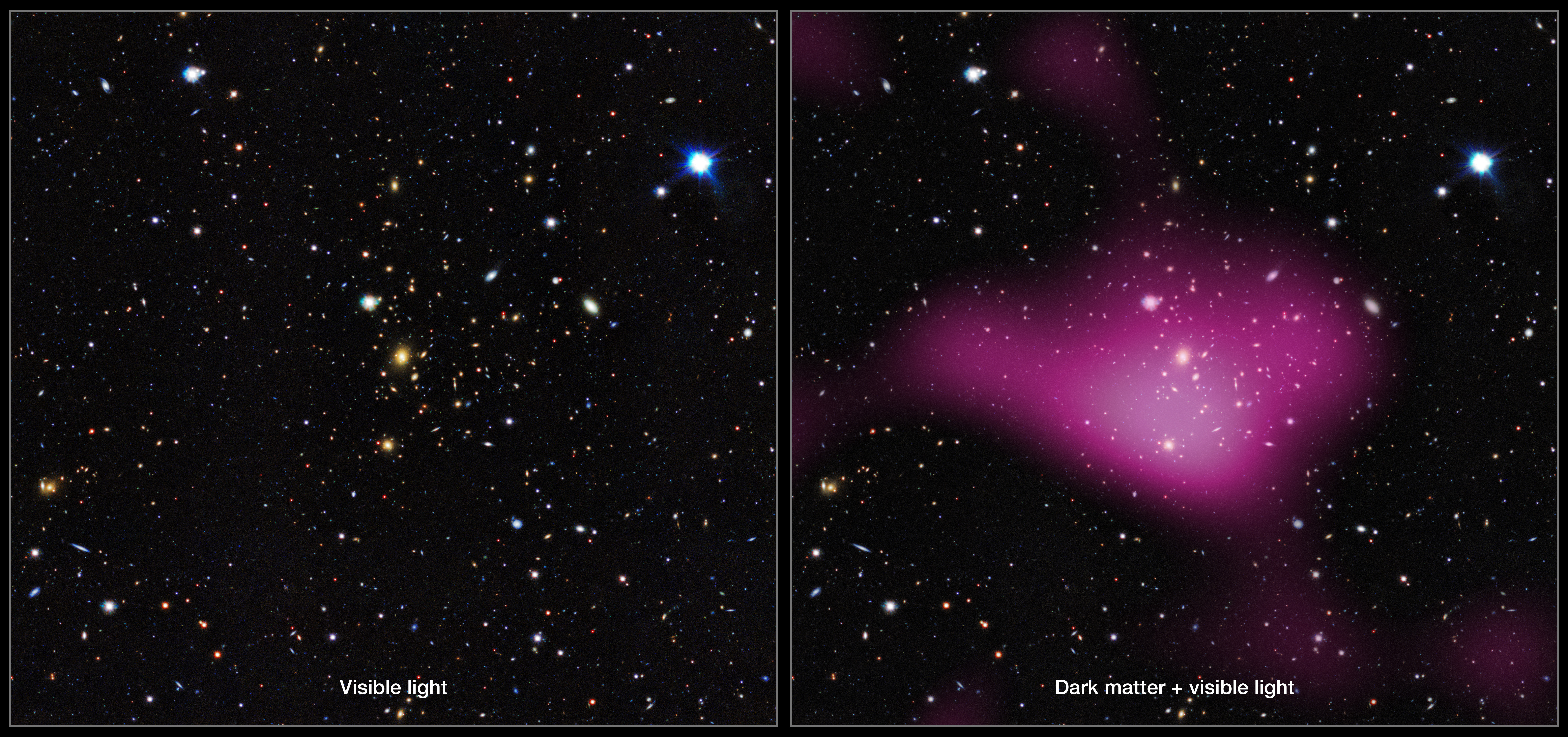
Перші результати огляду KiDS

Основна функція ОВТ — підтримка Дуже великого телескопа шляхом здійснення оглядів — як широких, багатобарвних зйомок, такк і більш конкретних пошуків рідкісних астрономічних об'єктів. В рамках  проекту вже було заплановано три огляди, і вони, як очікується, займуть п'ять років. Це Кіло-градусний огляд (KiDS), VST ATLAS та Фотометричний Hα-огляд південної галактичної площини (англ. VST Photometric Hα Survey of the Southern Galactic Plane, VPHAS+). Вони орієнтовані на широке коло астрономічних питань від пошуку високоенергетичних квазарів до розуміння природи темної енергії. Більш детальну інформацію про огляди можна знайти на сайті ЕПО.
Обсяг даних, вироблених OmegaCAM, великий — близько 30 терабайт сирих даних щорічно; вони передаються у центри обробки даних в Європі. Новітнє та складне програмне забезпечення системи було розроблено в Гронінгені і Неаполі для обробки цього дуже великого потоку даних. Кінцевими продуктами обробки будуть величезні списки знайдених об'єктів, а також зображення, і вони будуть доступні для астрономів з усього світу для наукового аналізу. Станом на 2011 рік джерела фінансування аналізу були не визначені.

## Будівництво
Будівництво ОВТ зазнавало декількох невдач. Перше основне дзеркало було зруйновано 2002 року під час перевезення з Європи в Чилі. Дз2 теж було трохи пошкоджено під час транспортування і мало бути повернуто для ремонту. Незважаючи на ряд надзвичайних заходів, які було виконано для вирішення цих проблем з мінімальним впливом на графік будівництва ОВТ, затримки все одно були. Дз2 було відремонтовано і було створено дублікат Дз1. Тестування телескопу було проведено в Італії, після чого він був демонтований, пофарбований і упакований, доставлений і встановлений на Паранал. Перші частини прибули у червні 2007 року, а перший етап інтеграції в обсерваторію Паранал був завершений у квітні 2008 року. Перші зображення з ОВТ були оприлюднені 8 червня 2011 року.

## Наукові дослідження з ОВТ

Туманність Кіля, сфотографована з допомогою Себастьяна Піньєра, Президента Чилі.

В планетарній науці, оглядовий телескоп спрямований на виявлення і дослідження віддалених тіл Сонячної системи, таких як транснептунові об'єкти, а також для пошуку транзитів позасонячних планет. Також ОВТ буде вивчати площину Галактики, зокрема шукати свідчень припливних взаємодій у Чумацькому Шляху, і надавати астрономам дані, необхідні для розуміння структури та еволюції нашої Галактики. Далі у космос, ОВТ буде досліджувати прилеглі галактики, позагалактичні планетарні туманності і туманності всередині скупчень, а також буде проводити спостереження тьмяних об'єктів і подій мікро-лінзування. Телескоп буде також заглядати в далекий космос, щоб допомогти астрономам знайти відповіді на давні питання в космології. Він буде орієнтований на наднові з середнім червоним зсувом, щоб допомогти закріпити космічну шкалу відстаней і краще зрозуміти розширення Всесвіту. ОВТ також буде шукати космічні структури на середніх-високих червоних зсувах, активні ядра галактик і квазари для подальшого вивчення формування галактик і ранньої історії Всесвіту.
В рамках огляду VST ATLAS, телескоп буде займатися одним з найбільш фундаментальних питань в астрофізиці сьогодні: природою темної енергії. Огляд спрямований на виявлення малоамплітудних осциляцій, відомих як «баріонні коливання» (англ. baryon wiggles), які можуть бути виявлені в силовому спектрі галактик і є відбитком звукових хвиль в ранньому Всесвіті на розподілі речовини. Рівняння стану темної енергії може бути визначене шляхом вимірювання характеристик цих коливань. Якщо виходити з попередніх оглядів, дуже ймовірно, що ОВТ зробить деякі несподівані відкриття з серйозними наслідками для нинішнього розуміння Всесвіту.

## Перші зображення ОВТ

Туманність Омега
Кулясте скупчення ω Центавра
Трійнята Лева та поза ними

Перше оприлюднене зображення ОВТ (угорі ліворуч) показує область зореутворення Мессьє 17, також відому як Туманність Омега або Туманність Лебедя, такою, як її ніколи не бачили раніше. Цей великий регіон газу, пилу і гарячих молодих зір перебуває в центрі Чумацького Шляху в сузір'ї Стрільця. Поле зору ОВТ настільки велике, що вся туманність, включаючи її тьмяні зовнішні частини, потрапляє у кадр, який зберігає свою чудову різкість по всьому зображенню. Дані були оброблені за допомогою системного програмного забезпечення Astro-WISE, розробленого Е. А. Валентііном з колегами у Гронінгені і в інших місцях.
Друге оприлюднене зображення ОВТ (посередині) — кулясте скупчення ω Центавра. Омега Центавра — найбільше кулясте скупчення на небі. Широке поле зору ОВТ і його камера OmegaCAM можуть охопити навіть тьмяні зовнішні ділянки цього видовищного об'єкта. Фото містить близько 300 000 зір. Дані були оброблені за допомогою системи VST-Tube, розробленої А.Градо з колегами з обсерваторії Каподімонте.
Третє оприлюднене зображення ОВТ (праворуч) показує трійцю яскравих галактик у сузір'ї Лева (так званий «триплет Лева») — М66, М65 і NGC 3628, разом із багатьма тьмянішими об'єктами — далекими галактиками (на тлі) і набагато ближчими зорями Чумацького Шляху. За задумом авторів, зображення має демонструвати можливості ОВТ і OmegaCAM для вивчення Всесвіту, як позагалактичних об'єктів, так і тьмяних об'єктів галактичного гало. Потужніші телескопи можуть спостерігати ці три галактики лише окремо. Зображення створено шляхом об'єднання експозицій через три різні фільтри. Світло, що пройшло через інфрачервоний фільтр, показано червоним кольором, червоне світло перефарбовано в зелений, а зелене світло зображено пурпуровим кольором. На зображенні також можна побачити сліди принаймні десяти астероїдів Сонячної системи, які рухалися через нього під час експозиції. Вони відображаються як короткі кольорові лінії (зелені або пари червоно-пурпурових). Оскільки Лев є зодіакальним сузір'ям, котре лежить у площині Сонячної системи, кількість астероїдів, які проходять через нього, дуже велика.